# Mesaceratherium
Mesaceratherium — вимерлий рід носорогів з олігоцену Пакистану.